# Antoni Gwoździowski
Antoni Gwoździowski (ur. 1807 w Kielcach, zm. 8 czerwca 1853 w Grójcu) – polski prawnik i sędzia.

## Życiorys
Urodził się w 1807 roku w Kielcach w rodzinie bogatego mieszczanina kieleckiego Józefa Gwoździowskiego (ok. 1768–1844) i Marianny z Grzywaczewskich (ok. 1771–1821). Bratem jego matki był dwukrotny burmistrz i prezydent Kielc, Jan Grzywaczewski.
Początkowo naukę pobierał w Szkole Wojewódzkiej Kieleckiej, którą ukończył z wyróżnieniem. Od 13 września 1825 studiował na wydziale prawa i administracji Królewskiego Uniwersytetu Warszawskiego. 7 czerwca 1826 w trakcie studiów został ukarany przez władzę uczelni za udział w manifestacji podczas pogrzebu Stanisława Staszica. Po ukończeniu studiów podjął pracę na stanowisku pierwszego referenta sekcji prawnej, wydziału dochodów niestałych Komisji Rządowej Przychodów i Skarbu. 4 lutego 1848 został awansowany na sędziego Trybunału Cywilnego Guberni warszawskiej. Jego praca była niezwykle ceniona w środowisku prawniczym i administracyjnym, której poświęcił się bez reszty, nie zakładając rodziny.
W 1847 przyznano mu szlachectwo po otrzymaniu Orderu Świętego Stanisława III klasy.
Zmarł nagle w Grójcu, w drodze do rodzinnych Kielc. Został pochowany w kaplicy grobowej rodziny Malinowskich na Cmentarzu Starym w Kielcach, ufundowanej w 1845 roku przez jego siostrę Magdalenę z Gwoździowskich Malinowską i jej męża Jana Kantego Malinowskiego.
Pamięci jego matki, Marianny z Grzywaczewskich, została poświęcona ufundowana przez jej męża, Józefa Gwóździowskiego, figura Matki Bożej Piekoszowskiej, zachowana przy współczesnej ul. Ściegiennego, naprzeciwko Wojewódzkiego Domu Kultury w Kielcach.